# تعلیمات دینی

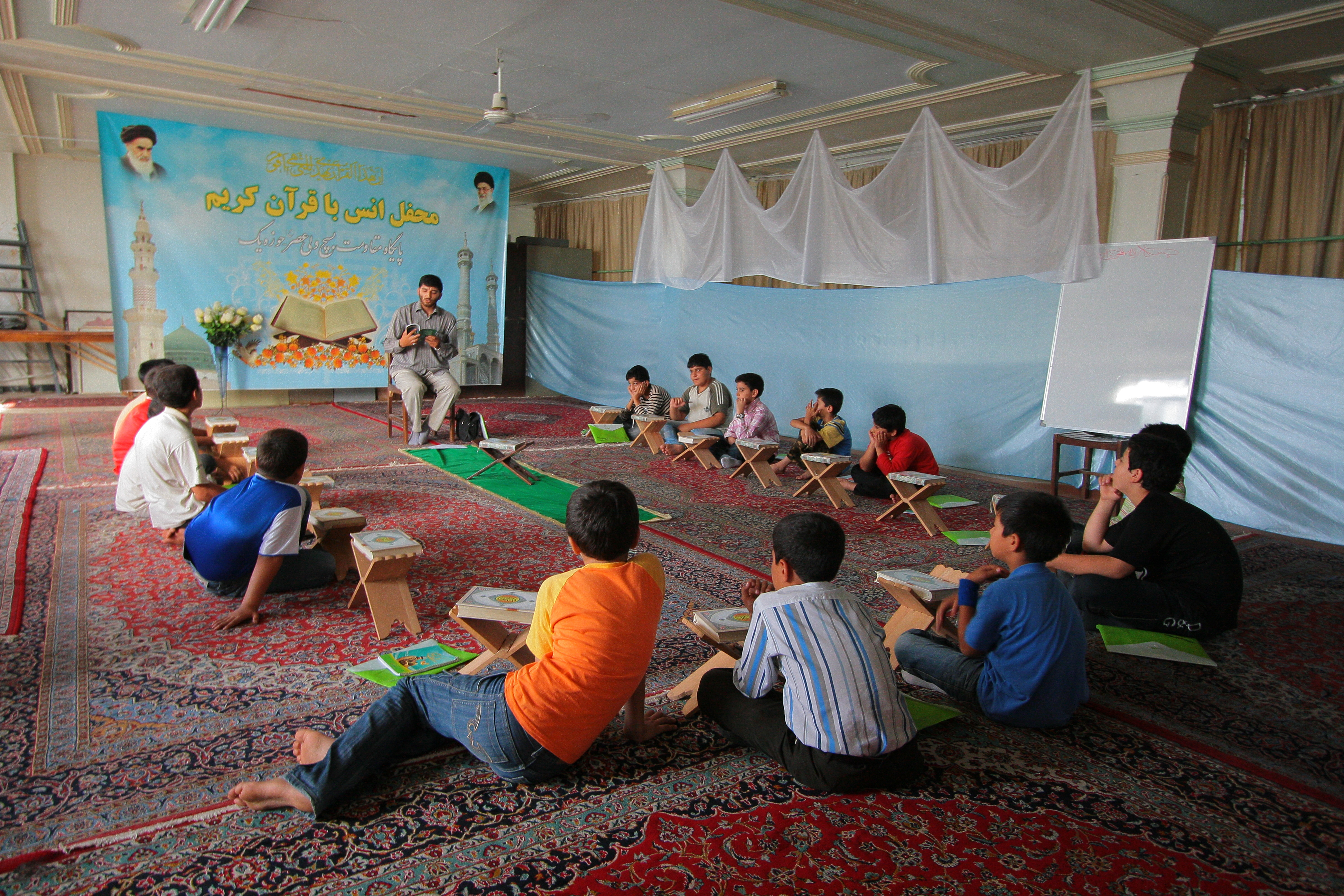
کلاس های آموزشی مذهبی تابستانی در قم

تعلیمات دینی مجموعه آموزش‌های مربوط به یک  دین است که در نظام آموزش رسمی یک کشور شامل مدارس و دانشگاه‌ها به دانش آموزان ارائه می‌شود.  این آموزش‌ها شامل اعتقادات، احکام، اخلاقیات، مناسک و شعائر یک دین می‌شود. البته این عنوان می‌تواند آموزش‌های خارج از مدرسه نظیر مسجد را هم شامل شود. 